# Tillandsia hildae
Tillandsia hildae är en gräsväxtart som beskrevs av Werner Rauh. Tillandsia hildae ingår i släktet Tillandsia och familjen Bromeliaceae. Inga underarter finns listade i Catalogue of Life.